# José Callejón
Artikeln följer den spanska namnseden; faderns efternamn är Callejón och moderns efternamn Bueno.
José María Callejón Bueno, född 11 februari 1987, är en spansk fotbollsspelare (anfallare) som spelar för Marbella.

## Klubblagskarriär

### Real Madrid
Som en produkt från Real Madrids ungdomsled gjorde Callejón sin professionella debut för klubbens B-lag i maj 2007, och spelade fyra matcher under säsongen 2006-07 i Segunda División utan att göra mål.
Under säsongen 2007-08 spelade Callejón 37 matcher och gjorde 21 mål och avslutade säsong som lagets främsta målgörare.

### Espanyol
I slutet av säsongen lämnade Callejón Real Madrid (med sin tvillingbror Juanmi) och skrev på ett fyraårskontrakt med RCD Espanyol. Han gjorde sin La Liga-debut den 20 september 2008 med ett sent inhopp i en 1-1-match hemma mot Getafe CF.
Den 15 mars 2009 gjorde Callejón sitt första mål för Espanyol i en 3-3-match hemma mot RCD Mallorca. Han fortsatte att vara en framträdande figur i tränaren Mauricio Pochettinos startelvor de följande säsongerna, främst som yttermittfältare.
Den 15 januari 2011 gjorde Callejón båda målen när Espanyol besegrade Sevilla FC borta med 2-1. Han missade endast en match på säsongen och gjorde sex mål för Pericos, som avslutade säsongen med en mittenplacering i tabellen.

### Återkomsten till Real Madrid
Den 23 maj 2011 återvände Callejón Real Madrid med ett femårigt avtal som trädde i kraft den 1 juli, för en summa på 5,5 miljoner euro. Den 16 juli spelade han sin första match för laget, och gjorde även sitt första mål, i en vänskapsmatch mot Los Angeles Galaxy. Callejón gjorde det första målet i den 30:e minuten. Matchen slutade 4-1.
Den 2 oktober 2011 gjorde Callejón sitt första officiella mål för Real Madrid, efter att ha blivit inbytt i slutet på andra halvlek i en bortamatch mot sin gamla klubb Espanyol. Han gjorde mål på en assist från Cristiano Ronaldo i en match som slutade med en vinst med 4-0. Callejón firade dock inte sitt mål, utan höjde istället armarna i luften för att visa respekt för sin tidigare klubb.
Den 22 november 2011 gjorde Callejón sin Champions League-debut när han från start spelade i kvalseriematchen hemma mot Dinamo Zagreb. Callejón gjorde ett mål i matchen som slutade 6-2. Han gjorde sedan ytterligare två mål i den sista rundan mot Ajax (3-0).
Med en plats i startelvan fortsatte Callejón med sin imponerande poängform: den 17 december gjorde han ett mål i en 6-2 bortaseger mot Sevilla. I matchserien mot Ponferradina i Copa del Rey gjorde han tre av Marängernas totalt sju mål.
Den 14 januari 2012 gjorde Callejón det matchvinnande målet i en 2-1-vinst mot Mallorca, med ett långdistansskott i den 84:e minuten. I den följande matchen stängde han matchen med att göra 4-1 hemma mot Athletic Bilbao.

### Napoli
Den 9 juli 2013 meddelade den italienska klubben Napoli att de hade nått en överenskommelse om en övergång för 10 miljoner pund. Det fyraåriga avtalet bekräftades två dagar senare.

### Fiorentina
Den 5 oktober 2020 värvades Callejón av italienska Fiorentina.

### Granada
Den 25 juli 2022 värvades Callejón på fri transfer av Granada, där han skrev på ett ettårskontrakt med option på förlängning om vissa sportsliga resultat uppnås.

### Marbella
I juli 2024 värvades Callejón av Marbella.

## Landslagskarriär
Callejon gjorde sin debut för det spanska U21-laget den 25 mars 2008 mot Kazakstan i kvalet till U21-EM 2009. Han kom in i den 46:e minuten som ersättare till Bojan Krkić, och gjorde sedan ett mål bara 15 minuter senare, i matchen som slutade 5-0 till Spanien.

## Meriter

### Napoli
- Coppa Italia: 2013/2014, 2019/2020
- Supercoppa Italiana: 2014

### Real Madrid
- La Liga: 2011/2012
- Spanska supercupen: 2012